# Антоніо Фуско
Антоніо Фуско (ісп. Antonio Fusco, 6 січня 1916, Рим — 19 грудня 1993, Рим) — італійський футболіст, що грав на позиції півзахисника. Виступав, зокрема, за клуб «Рома».

## Клубна кар'єра
Вихованець футбольного клубу «Рома», у складі якої дебютував у сімнадцять років. Це відбулось у грудні 1933 року проти «Алессандрії» (5:1). Грав у команді сім років до 1940 року. В 1936 році з командою завоював срібні медалі чемпіонату Італії, а через рік у 1937 році фіналістом Кубка Італії (хоча у самому фіналі не грав). Також у складі «Роми» виступав у Кубку Мітропи, престижному в той час турнірі для провідних клубів Центральної Європи. В 1935 році римляни у першому матчі 1/8 фіналу переграли «Ференцварош» з рахунком 3:1, але розгромно програли 0:8 у матчі-відповіді.
В 1940 році перейшов у «Пізу», яка виступала у Серії В. Після цього повернувся у Рим, виступаючи у складі команд МАТЕР, Авіа» і «Італія Лібера». В 1945 році повернувся в «Рому», але за два роки зіграв лише три матчі. 

## Статистика виступів

### Статистика виступів у Кубку Мітропи
| №                      | Розіграш               | Стадія                 | Дата та місце проведення | Команда 1              | Рахунок                                           | Команда 2   | Голи та інші дії |
| ---------------------- | ---------------------- | ---------------------- | ------------------------ | ---------------------- | ------------------------------------------------- | ----------- | ---------------- |
| 1                      | 1935                   | 1/8                    | 16.06.1935, Рим          | Рома                   | 3:1 [Архівовано 16 січня 2021 у Wayback Machine.] | Ференцварош |                  |
| 2                      | 1935                   | 1/8                    | 22.06.1935, Будапешт     | Ференцварош            | 8:0 [Архівовано 21 січня 2021 у Wayback Machine.] | Рома        |                  |
| Всього в Кубку Мітропи | Всього в Кубку Мітропи | Всього в Кубку Мітропи | Всього в Кубку Мітропи   | Всього в Кубку Мітропи | 2                                                 |             | 0                |

## Титули і досягнення
- Срібний призер Серії А (1):

«Рома»: 1935–1936
- Фіналіст Кубка Італії (1):

«Рома»: 1936–1937